# 歐魯旦尼斯
歐魯旦尼斯（土耳其語：Ölüdeniz）是位於土耳其西南部穆拉省的一個小社區與海灘，其位在愛琴海和地中海兩處海域的交會點，距離費特希耶以南14公里處，鄰近巴巴達格山。
緊鄰歐魯旦尼斯海灘旁的潟湖被劃為自然保護區，受到嚴密的保護。當地的海水以擁有海藍寶石和綠松石般的色調而聞名，除此之外，歐魯旦尼斯海灘同時也是通過認證的藍旗海灘。

## 相片集

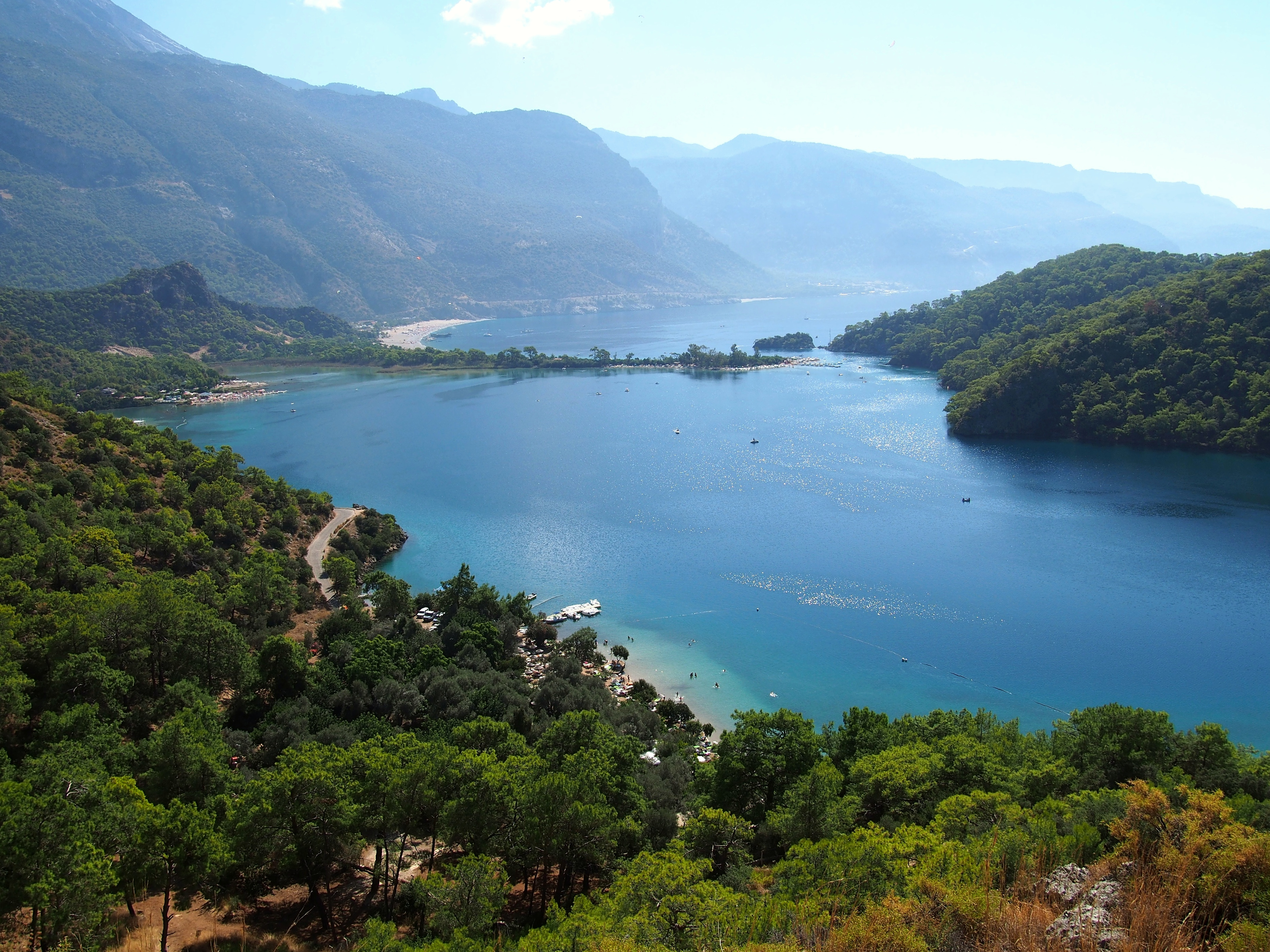
歐魯旦尼斯
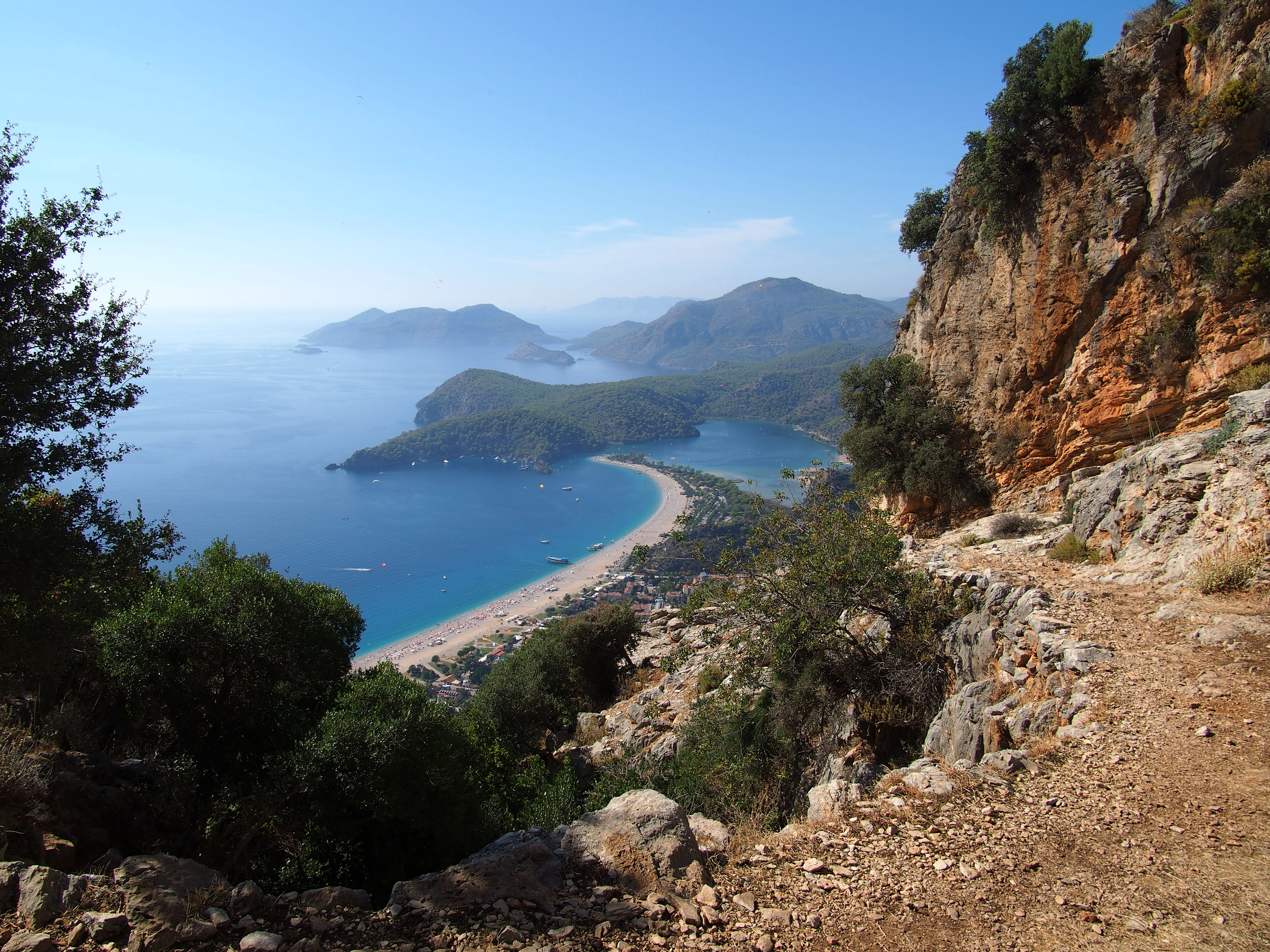
藍色瀉湖
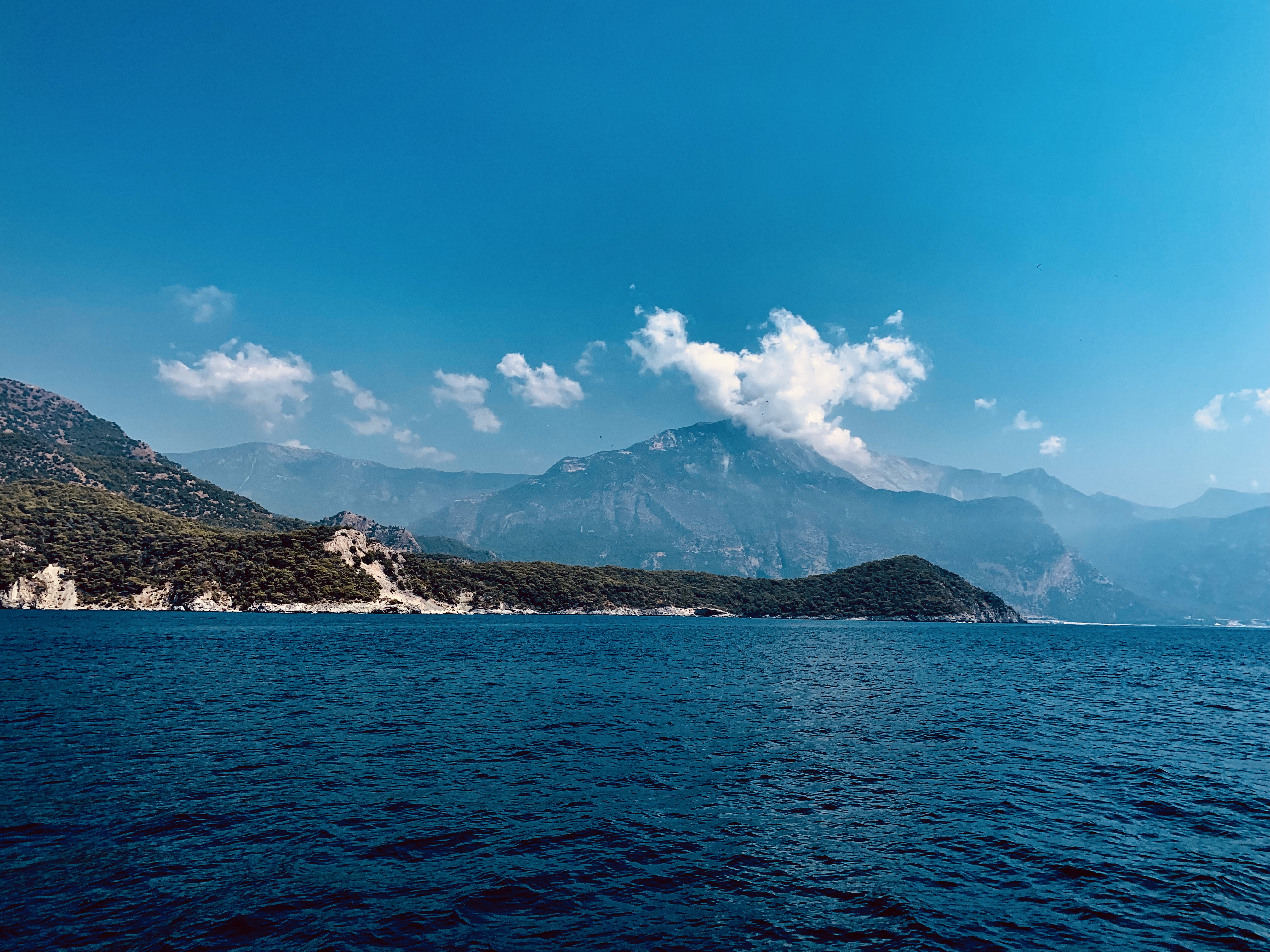
歐魯旦尼斯
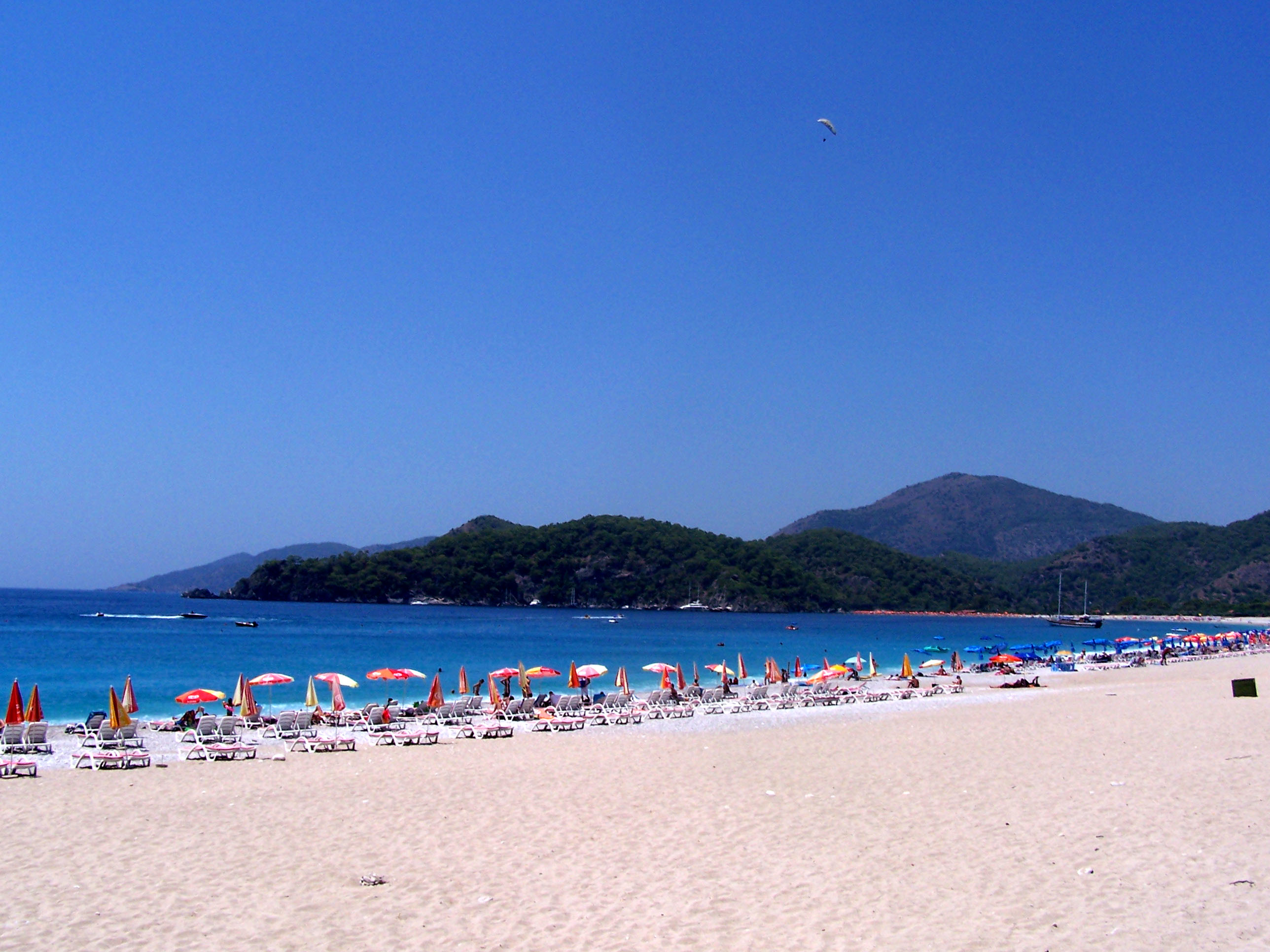
歐魯旦尼斯的海灘
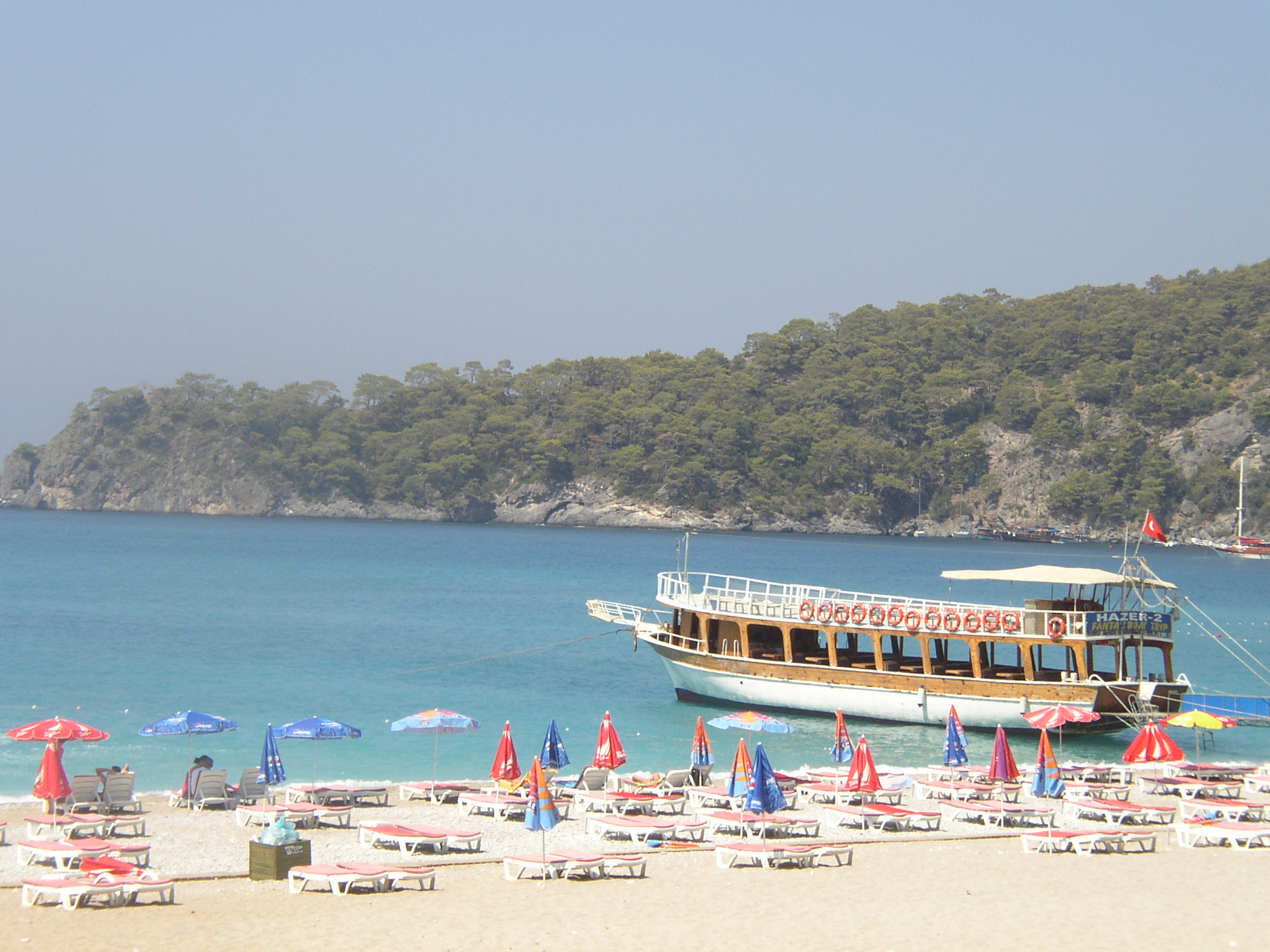
歐魯旦尼斯的海灘
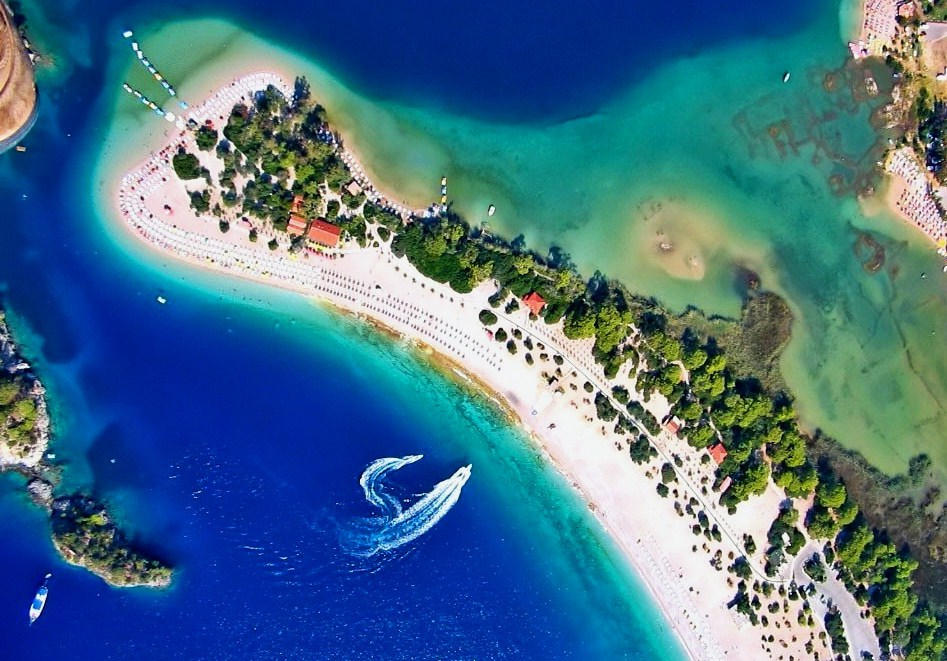
歐魯旦尼斯的海灘
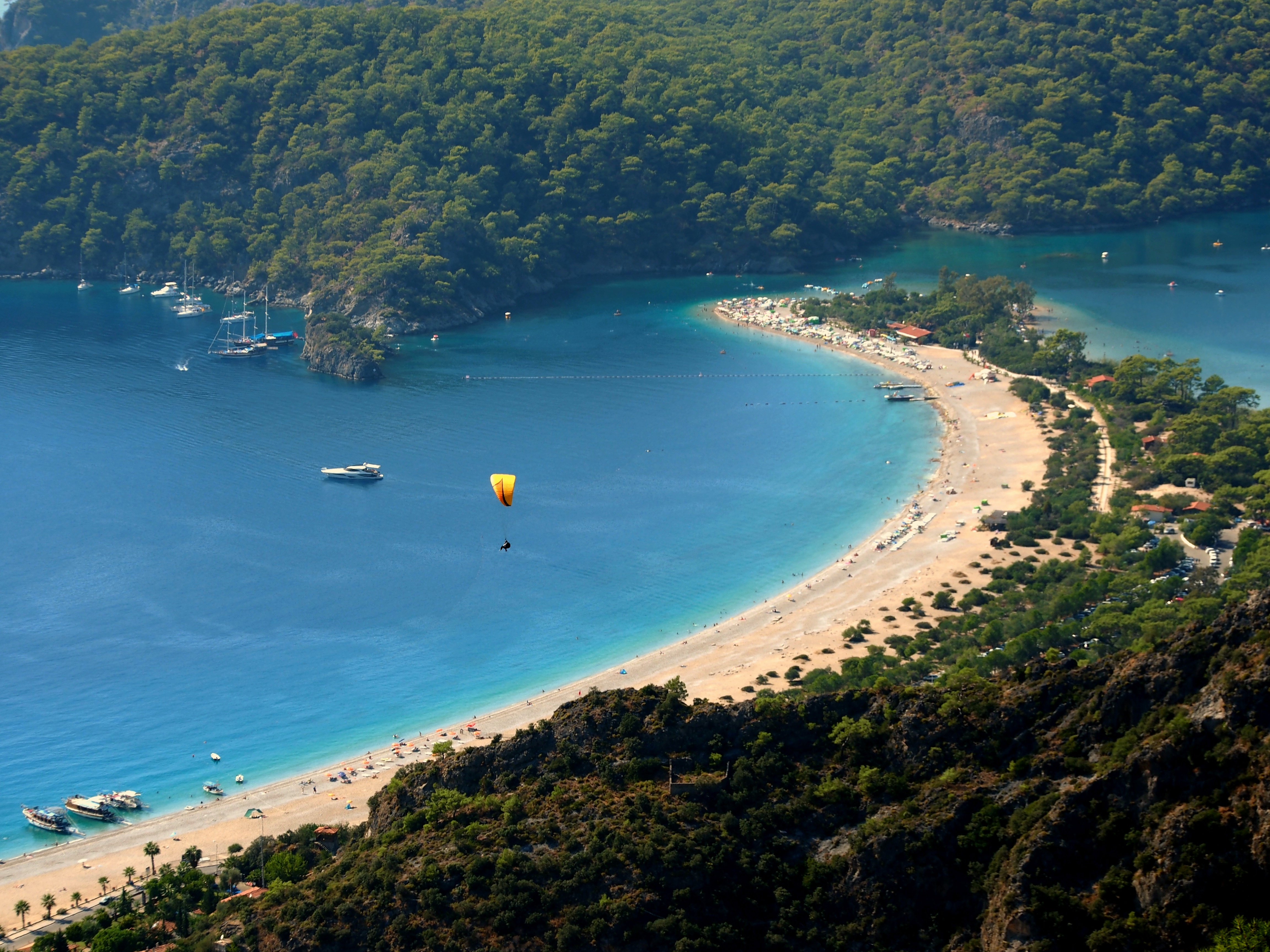
歐魯旦尼斯附近的滑翔伞
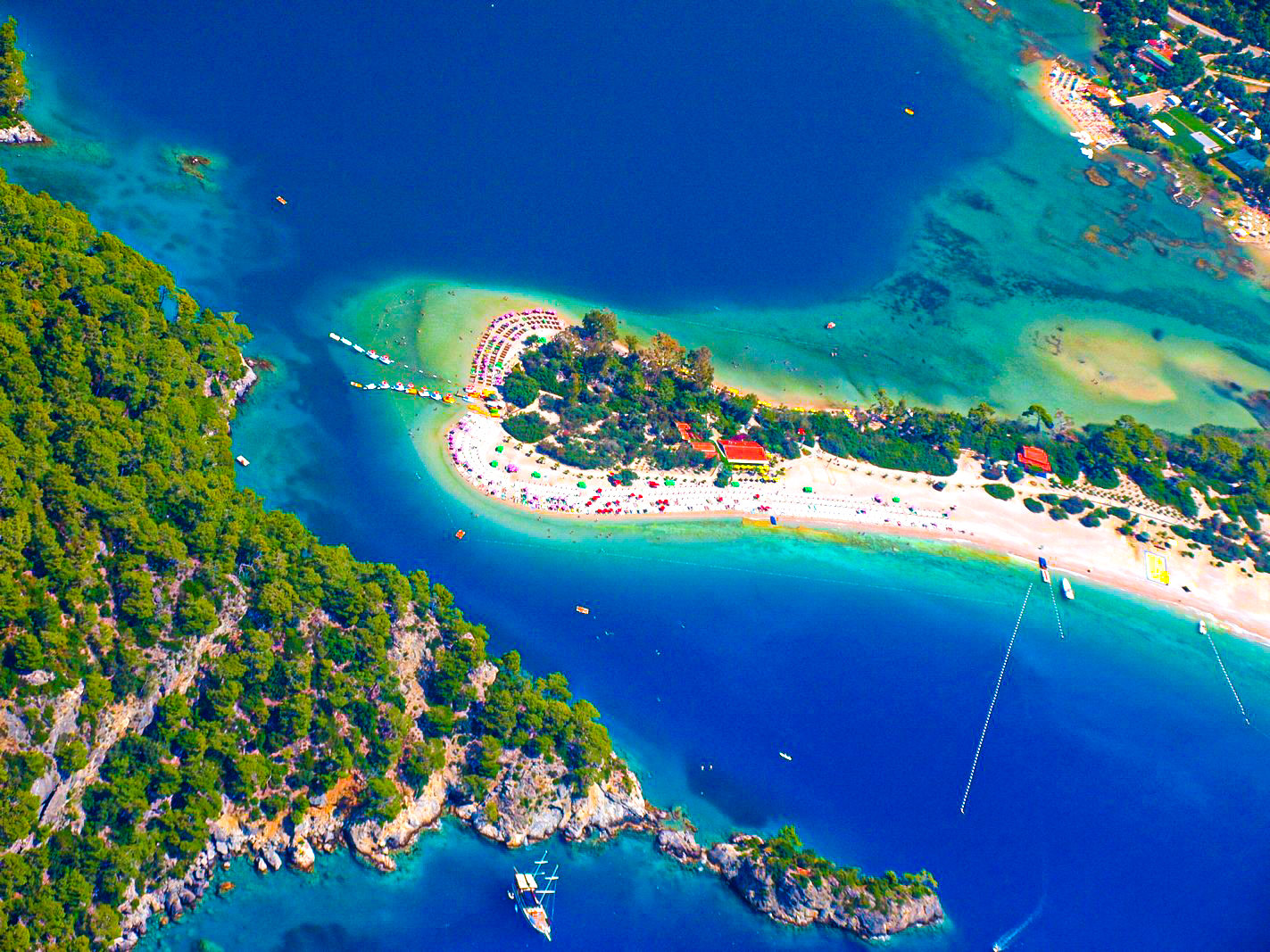
歐魯旦尼斯的景色